# Suillosporium amygdalisporum
Suillosporium amygdalisporum é uma espécie de fungo pertencente à família Botryobasidiaceae.